# Aeroporto di San Paolo-Campo de Marte
L'aeroporto di Campo de Marte (in portoghese Aeroporto Campo de Marte) è un aeroporto brasiliano situato nella metropoli di San Paolo. Sorge nella parte nord della città, nel quartiere di Santana.

## Storia
Campo de Marte è stato il primo aeroporto costruito a San Paolo essendo stato inaugurato ufficialmente il 26 luglio 1929.
L'aeroporto fu bombardato durante la rivoluzione costituzionalista del 1932. Il 12 novembre 1933 si svolse all'aeroporto una cerimonia che segnò l'avvio dei voli di linea della VASP. Le prime due rotte collegarono Campo de Marte a São Carlos e São José do Rio Preto, e a Ribeirão Preto e Uberaba.
Rimase l'unico aeroporto paulista fino a quando VASP non aprì l'aeroporto di Congonhas nel 1936. La VASP lo considerò un trasferimento necessario a causa delle crescenti e inaspettate richieste e per evitare il problema delle continue inondazioni del vicino fiume Tietê, in particolare quelle del 1929.
La base dell'Aeronautica di San Paolo fu istituita il 22 maggio 1941 con il decreto 3.302 presso l'aeroporto di Campo de Marte. Il 26 gennaio 1945 la base di Campo de Marte fu dismessa e trasferita nella sua sede attuale, allora chiamata Fattoria Cumbica a Guarulhos.
Attualmente ospita la Scuola di volo di San Paolo, fondata nel 1931, elicotteri e servizi di aviazione generale. Ha una limitata capacità di operazioni notturne, solitamente riservate agli elicotteri.
Nei locali si trova anche il 4º comando della Força Aérea Brasileira.
L'11 maggio 2007, Papa Benedetto XVI ha canonizzato il primo santo nato in Brasile, Frei Galvão, durante una messa nel sito.
Precedentemente gestito da Infraero, il 18 agosto 2022 Pax Aeroportos, controllata da XP Inc., ha ottenuto una concessione trentennale per la gestione dell'aeroporto.